# Round Rock (Texas)
Round Rock è una città degli Stati Uniti d'America, nella Williamson, nello Stato del Texas. È parte integrante dell'area metropolitana della capitale Austin. Parte del suo territorio è situato nella contea di Travis.